# Glattwale
Die Glattwale (Balaenidae; lateinisch balaena „Wal“ zu gleichbedeutend altgriechisch φάλ[λ]αινα phál[l]aina) sind eine Familie aus der Ordnung der Wale (Cetacea) mit derzeit vier Arten. Sie leben in den nördlichen und südlichen Meeren und ernähren sich von Plankton. Aufgrund verschiedener Merkmale grenzen sie sich deutlich von den anderen Bartenwalen (Mysticeti) ab. Die etwa 15 bis 20 Meter großen Tiere wurden von allen Walen durch die Bejagung am stärksten dezimiert. Früher wurden sie im Deutschen häufig als Walfisch oder auch gemeiner Walfisch bezeichnet.

## Körperbau

### Allgemeine Morphologie

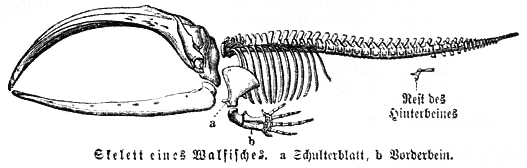
Skelett eines Wales, vermutlich Glattwal, historische Darstellung aus Meyers Konversations-Lexikon von 1888

Glattwale sind eher plump gebaut. Ihnen fehlt eine Rückenfinne. Die Flipper sind recht kurz, jedoch kräftig ausgebildet.
Wesentliche Unterschiede zu den nahe verwandten Furchenwalen finden sich beim Bau des Kopfes. Der Oberkiefer (Rostrum) ist stark gewölbt, der Kieferknochen ist sehr viel schmaler als der von Furchenwalen. Der Kopf ist proportional deutlich größer als bei Furchenwalen. Beim Grönlandwal kann der Kopf 40 % der Körperlänge ausmachen, also etwa acht Meter bei zwanzig Metern Körperlänge. Kennzeichnend sind auch die langen, dünnen, schwarzen Barten, die bei den Nordkapern und dem Südkaper etwa 2,5 Meter und beim Grönlandwal etwa 4 Meter lang sind. Glattwalen fehlen die Furchen an der Kehle, die es den Furchenwalen erlauben, ihr Maul weit auszudehnen. Alle sieben Halswirbel sind miteinander verschmolzen. Des Weiteren kennzeichnet Glattwale eine extrem dicke Speckschicht, welche in der Dicke die anderer Wale deutlich übertrifft. Als Bewohner meist sehr kalter Meere bis hin zum Südpolarmeer bildeten die Glattwale den dicken Blubber als Isolation gegen das kalte Wasser.

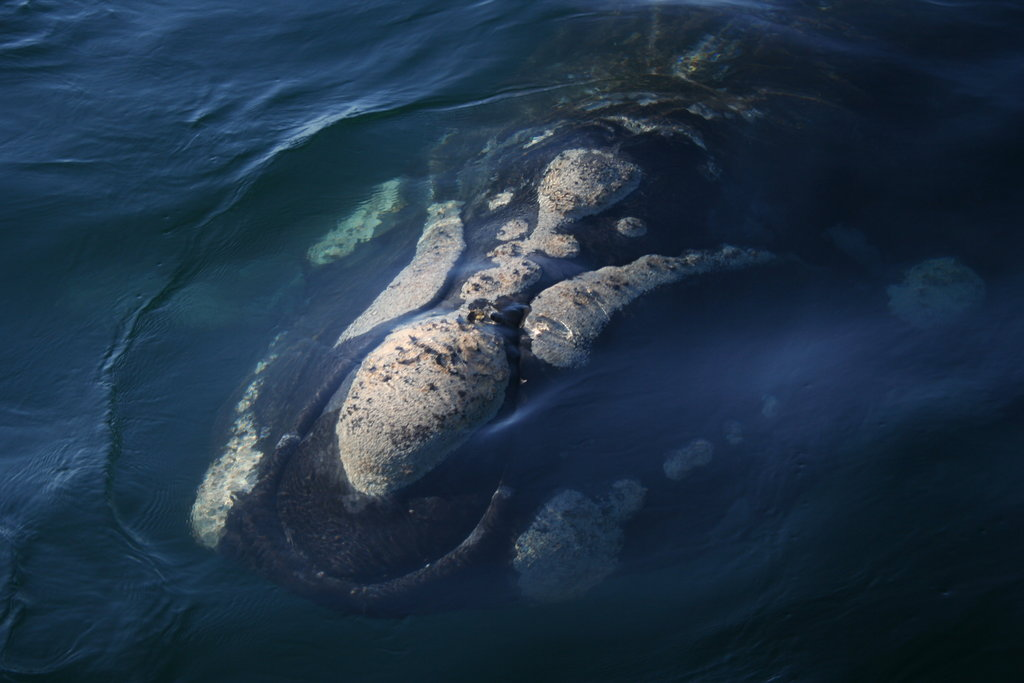
Mütze eines Südkapers (Eubalaena australis). Erkennbar sind auch die Rostralauflagerung, Teile der Wucherungen um das Blasloch und einige andere Wucherungen.

Nordkaper und Südkaper unterscheiden sich von anderen Walarten und auch vom verwandtschaftlich nahestehenden Grönlandwal durch ihre auffälligen Hautwucherungen im Kopfbereich. Vor allem Ober- und Unterkiefer sowie der Augenbereich sind davon betroffen. Sie werden von Seepocken und Walläusen (Cyamus) besiedelt. Zur Bezeichnung des Bewuchses an verschiedenen Hautwucherungen sind einige Begriffe gebräuchlich:
| Ort der Hautwucherung                  | Bezeichnung                   |
| -------------------------------------- | ----------------------------- |
| Bewuchs vor dem Blasloch               | Sülleiste                     |
| Bewuchs hinter dem Blasloch            | Wucherung hinter dem Blasloch |
| Bewuchs an der Spitze des Oberkiefers  | Mütze                         |
| Bewuchs an der Spitze des Unterkiefers | Bart                          |
| Bewuchs zwischen Mütze und Süllleiste  | Rostralauflagerung            |
| Direkt hinter dem Bart                 | Unterkieferwucherung          |
| Wucherung an Ober- und Unterlippe      | Lippenfleck                   |
| Wucherung im direkten Umfeld des Auges | Augenbraue                    |

Auffällig ist, dass die „Mützen“ bei Bullen ausgeprägter sind als bei Weibchen. Warum dies so ist, ist unklar. Eventuell spielen die Mützen beim Balz- und Paarungsverhalten eine Rolle. Für Wissenschaftler hilfreich ist die Ausbildung der Mütze zur Identifizierung von Einzelindividuen. Durch die individuelle Ausbildung der Mützen konnte in der Zwischenzeit fast der gesamte Nord- und Südkaperbestand katalogisiert werden. Dies soll zur Erforschung des Alters, des Lebenszyklus und der Wanderrouten dienen.

### Größe und Körpermasse

Vergleich der Körpergröße eines Glattwales und eines Menschen

Glattwale gehören zu den größten Säugetieren; im Vergleich zu anderen Bartenwalen sind sie jedoch nur mittelgroß. Nordkaper und Südkaper sind etwa gleich groß und gleich schwer; sie werden meist etwa 15 Meter lang, maximal kann die Körperlänge 18 Meter erreichen. Ihr Gewicht liegt zwischen 50 und 56 Tonnen. Mit im Mittel 17 Metern wird der Grönlandwal noch größer. Die Länge äußerst großer Exemplare dieser Art kann 20 Meter überschreiten. Solche Exemplare, die jedoch nur mehr ganz selten festgestellt werden, wiegen dann an die 80 Tonnen. Normalerweise beträgt das Durchschnittsgewicht dieser Wale rund 65 Tonnen.

## Verbreitung
Glattwale leben bevorzugt in kalten Meeren, auf ihren Wanderungen erreichen sie jedoch auch warme Meeresteile in den Subtropen. Fast alle Gewässer um die Arktis werden von Glattwalen bewohnt, ebenso wie Großteile des Nordatlantiks und des Nordpazifiks. Hier leben der Atlantische Nordkaper, der Pazifische Nordkaper und der Grönlandwal. Die drei genannten Walarten leben auch im Ochotskischen Meer und an vielen Küsten Ostasiens, etwa um ganz Japan. Sie fehlen jedoch fast vollständig an der Nordküste Russlands. Die südliche Hemisphäre wird vom Südkaper bewohnt, der alle südlichen Meere bis auf die Küsten der Antarktis bewohnt. Die Südküste Australiens, Teile der Küste Südamerikas und die Südküste Afrikas gehören zum von ihm bewohnten Areal. Trotz großer Verbreitung ist die Dichte des Bestandes in diesem Gebiet gering.

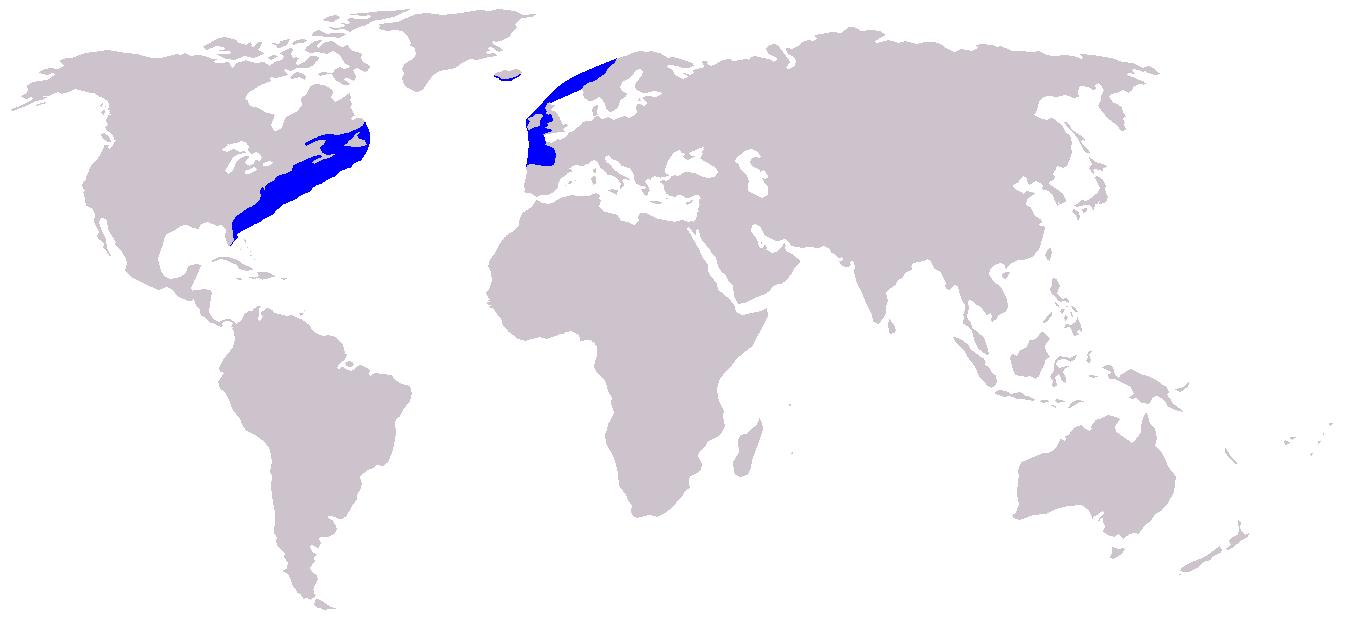
Verbreitung des Atlantischen Nordkapers
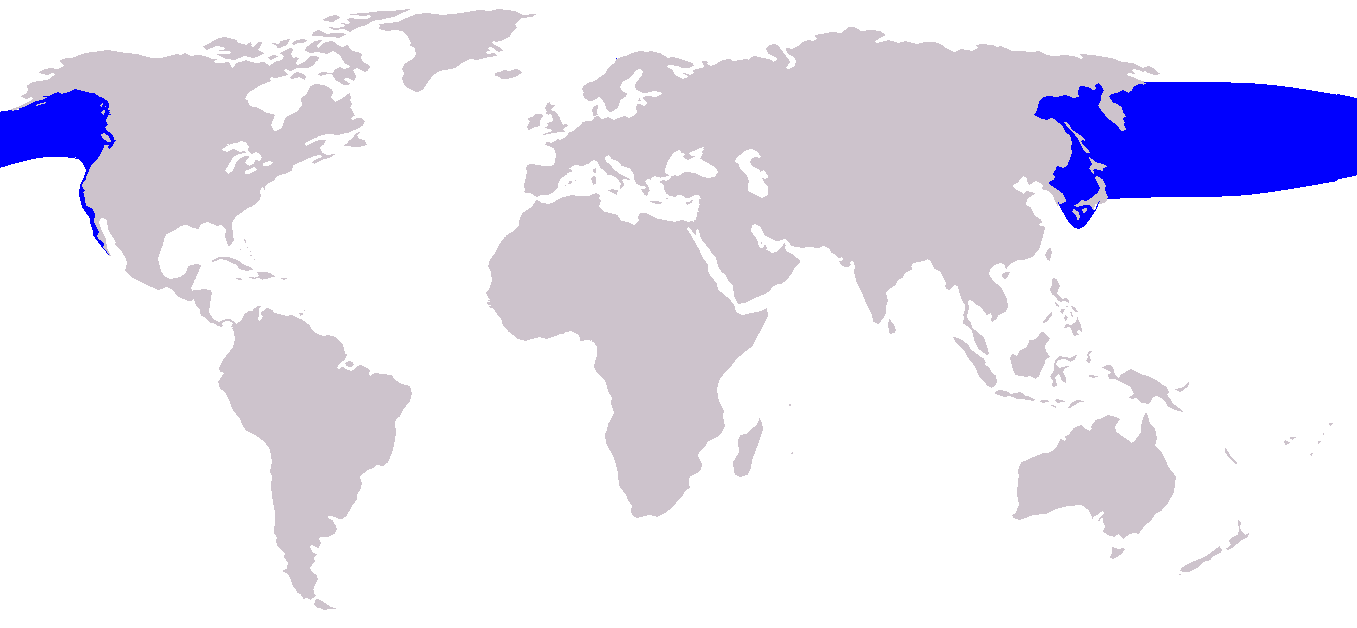
Verbreitung des Pazifischen Nordkapers
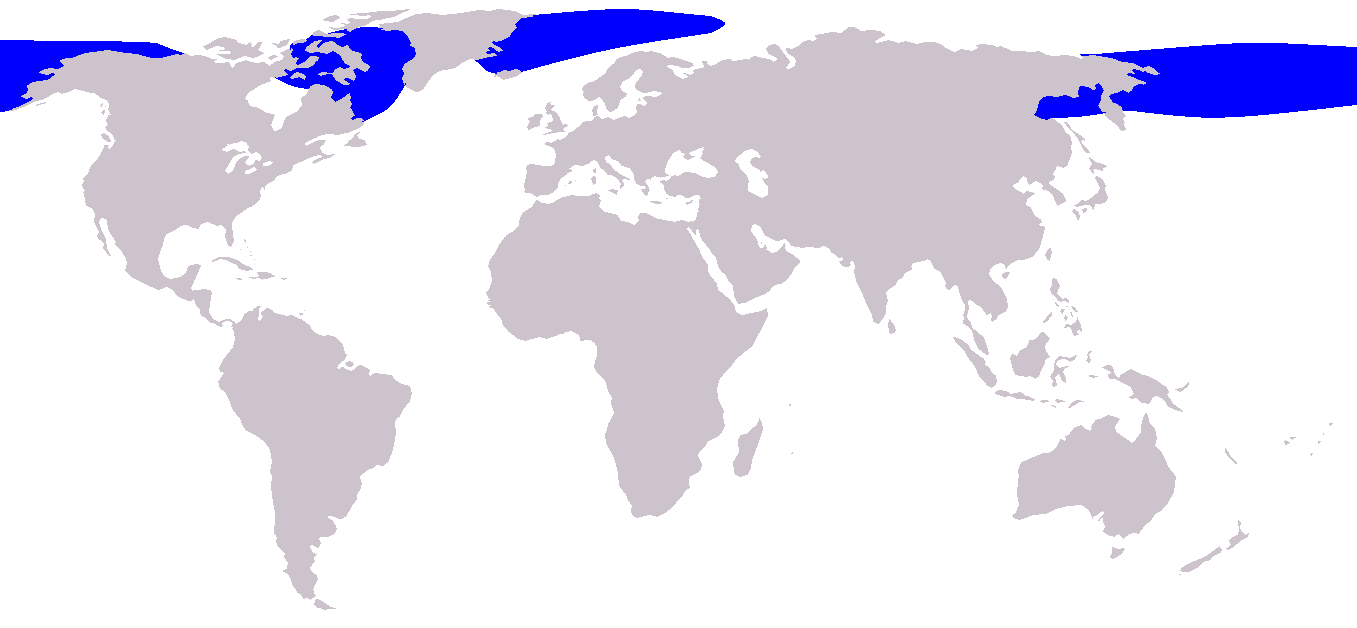
Verbreitung des Grönlandwals
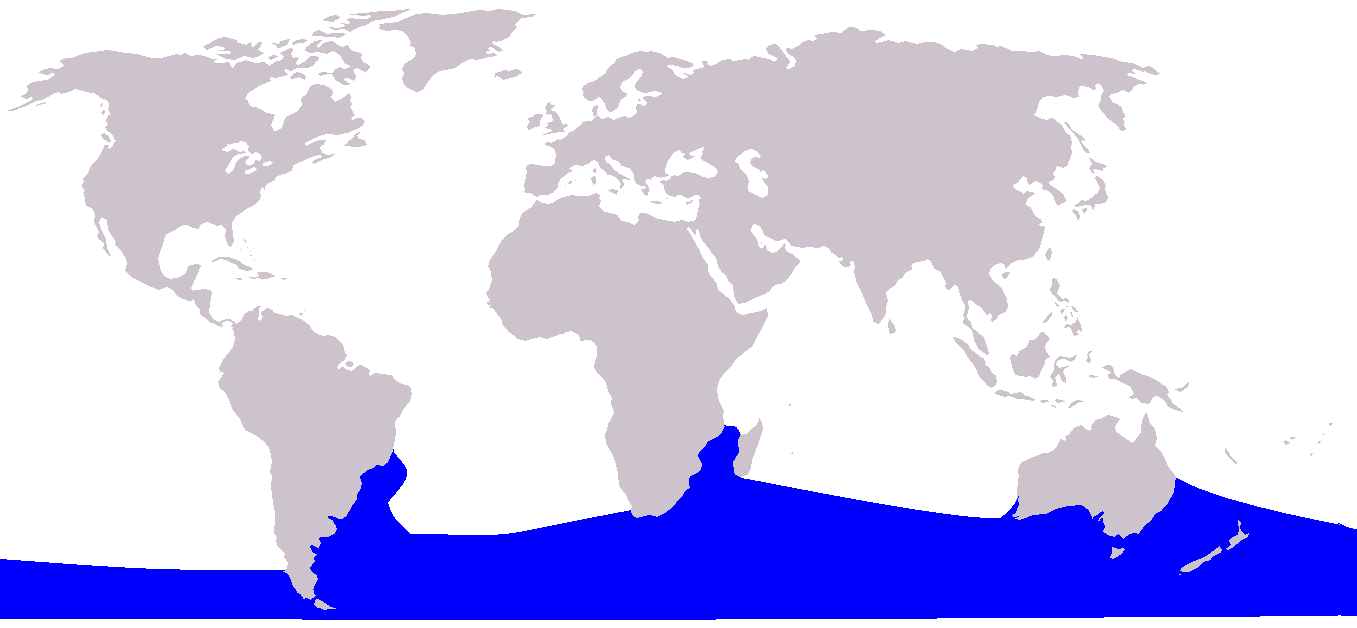
Verbreitung des Südkapers

## Lebensweise

### Sozialstruktur
Die Sozialstruktur der Glattwale ist weitgehend unerforscht. Vermutlich leben Glattwale einzelgängerisch oder in Kleingruppen von drei bis vier Exemplaren. Es wurde beobachtet, dass Glattwale häufig aus dem Wasser springen und mit der Fluke auf die Wasseroberfläche schlagen. Diese lauten Geräusche dienen wohl dazu, anderen Glattwalen die eigene Position mitzuteilen.

### Ernährung

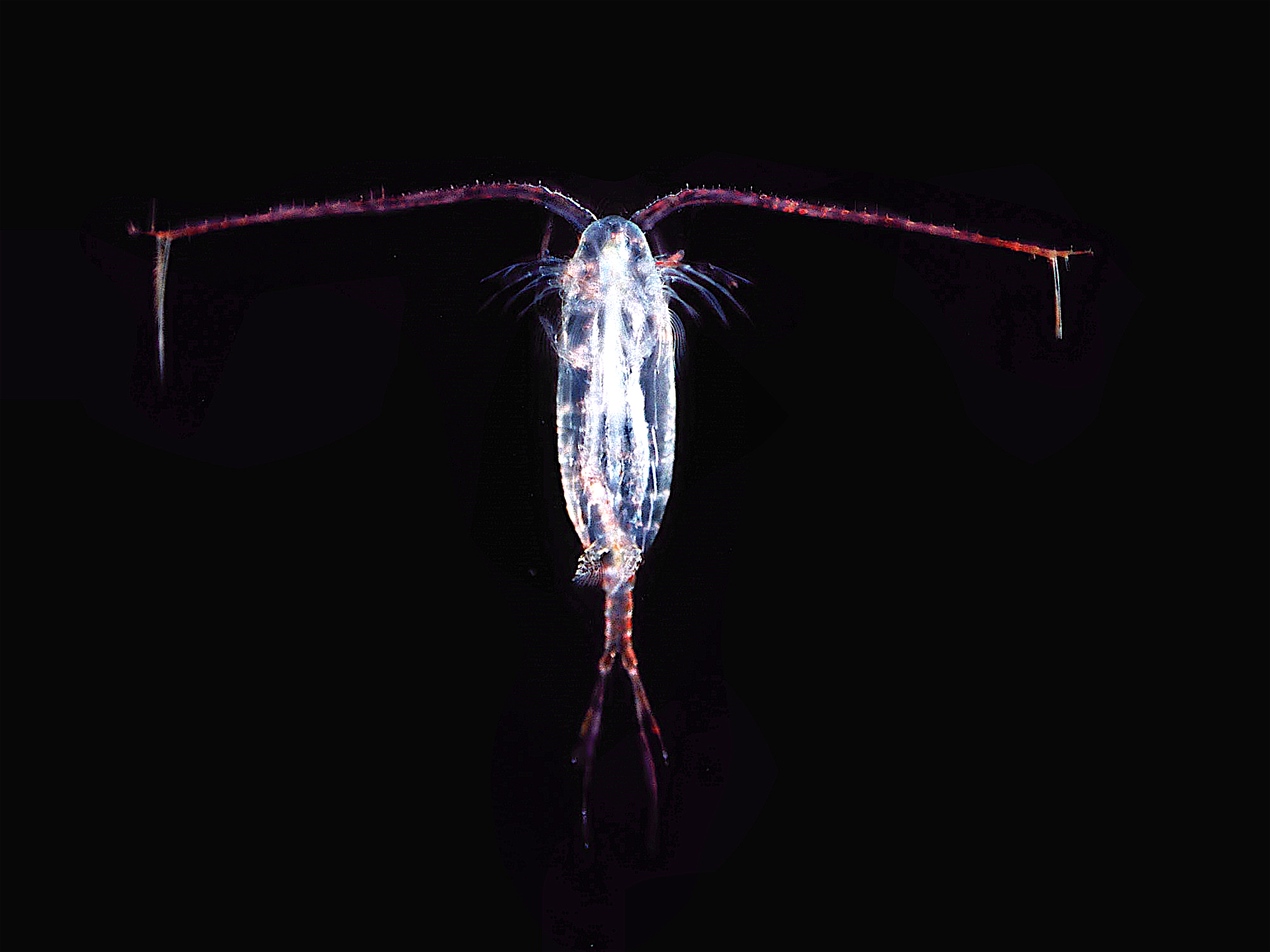
Ruderfußkrebs (Calanoida)

Am häufigsten werden von Glattwalen verschiedene Arten der Ruderfußkrebse verzehrt, doch je nach Art scheint das Nahrungsspektrum zu variieren. Die beiden Nordkaperarten fressen neben Ruderfußkrebsen auch jungen Krill und die schwarmbildenden Larven vieler Arten von Zooplankton. Der Südkaper verzehrt neben seiner gewöhnlichen Nahrung auch Krill aller Entwicklungsstadien. Der Nahrungsbedarf beträgt für einen einzelnen adulten Glattwal etwa 1000 bis 2500 Kilogramm pro Tag.
Zum Nahrungserwerb schwimmen Glattwale einfach mit geöffnetem Maul durch Schwärme von Zooplankton. Im Gegensatz dazu fressen Furchenwale „schluckweise“; sie ziehen das Wasser in ihr Maul und drücken es dann wieder heraus, wobei das Zooplankton an den Barten hängenbleibt. Die Tauchgänge der Glattwale zur Nahrungsaufnahme dauern meist ungefähr 8 bis 12 Minuten, seltener fangen sie ihre Beute an der Oberfläche. Dies tun sie nur, wenn dort eine höhere Ausbeute zu erwarten ist. Die beiden Nordkaperarten halten gelegentlich mit einigen Mitgliedern ihrer Gruppe bei der Nahrungssuche Körperkontakt, der Grund hierfür ist noch nicht sicher festgestellt.

### Lautäußerungen
Bis jetzt ist der Walgesang von Glattwalen nur unzureichend erforscht; das Repertoire aller Rufe ist wohl wesentlich größer als bisher bekannt. Es gibt mindestens zwei verschiedene Laute: Kontaktrufe, mit denen die Tiere über weite Entfernungen kommunizieren, und Rufe, mit denen die Kühe Bullen anlocken. Buckelwale erzeugen zusammenhängende, wiederholte Lautfolgen, die man als „Lieder“ bezeichnen könnte, wohingegen Glattwale schnell aufeinander folgende tiefe Einzeltöne erzeugen, deren Frequenz sich im Bereich von 50 bis 500 Hertz bewegt. Ein Ruf, dessen Zweck noch nicht bekannt ist, wird beim Beutefang ausgestoßen: Dieser hört sich wie ein Gluckern an und liegt im Frequenzbereich von 2 bis 4 Kilohertz. Grönlandwale produzieren einfachere Laute als der Südkaper und die beiden Arten der Nordkaper.

### Fortpflanzung und Entwicklung
Da beim langen Reproduktionszyklus der Glattwale meist zwei bis drei Jahre zwischen zwei Würfen liegen, sind oft weniger als ein Drittel aller Weibchen in einer Region empfängnisbereit. Dieses Drittel lockt die Bullen mittels akustischer Signale an. Die Paarung findet meist im Zeitraum Spätherbst bis Frühling der jeweiligen Hemisphäre statt. Wenn der Bulle ankommt, versucht das Weibchen die Begattung hinauszuzögern, indem es wegschwimmt oder auf dem Rücken schwimmt und seine Flipper ausstreckt. Die Werbung der Bullen besteht darin, die Nebenbuhler wegzudrängen. Eventuell spielt auch die Mütze eine Rolle, hierzu ist jedoch nichts Näheres bekannt. Die Weibchen werden von verschiedenen Männchen befruchtet, diese führen wohl eine Spermakonkurrenz. Hierauf deutet auch hin, dass die Hoden von Glattwalen, speziell dem Südkaper, mit teils über 800 Kilogramm die schwersten weltweit sind. Auch haben sie unter den Bartenwalen die im Verhältnis zur Körpergröße größten Hoden.
Nach einer Tragzeit von 10 bis 13 Monaten, maximal 17 Monaten, kalbt das Weibchen und bringt ein einzelnes, 4 bis 5 Meter langes Jungtier zur Welt. Selten entfernt sich das Kalb etwas vom Weibchen, so gut wie nie mehr als eine Körperlänge. Die schnellwachsenden Kälber werden nach etwa einem Jahr entwöhnt und sind dann meist bereits 8 bis 9 Meter lang. Die Geschlechtsreife tritt im Alter von etwa 9 Jahren ein, doch sehr frühreife Weibchen kalben manchmal im Alter von sechs Jahren. Glattwale können sehr alt werden, ein Weibchen wird seit mindestens 1935 regelmäßig gesichtet und ist wohl weit über 80 Jahre alt. Anhand der Jahresringe der knöchernen Ohrkapsel konnte das Alter des ältesten bekannt gewordenen Exemplars, eines Männchens der Grönlandwale, auf 211 Jahre zum Zeitpunkt seines Todes bestimmt werden. Damit wäre es älter geworden als viele der für ihr Alter bekannten Riesenschildkröten wie Harriet (176 Jahre) und Tuʻi Malila (188 oder 192). Die genaue Bestimmung des Alters der Schildkröte Adwaita steht noch aus, falls das Alter von 256 Jahren nicht bestätigt wird, ist dieser Grönlandwal das wohl am ältesten gewordene bekannte Wirbeltier.
Die Sterblichkeitsrate von Kälbern der Glattwale liegt wohl bei 17 % im ersten Lebensjahr, 3 % der Kälber sterben in den folgenden 3 Jahren. Danach ist die Sterblichkeitsrate extrem niedrig.

### Wanderungen

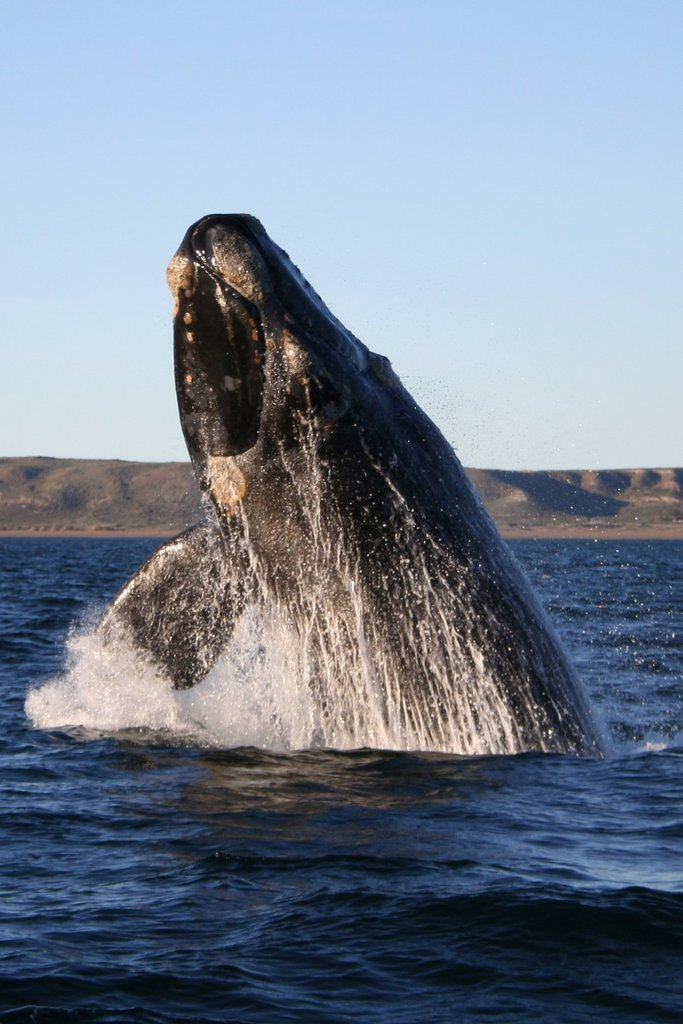
Über die Wanderungen des Südkapers sind bis jetzt nur lückenhafte Kenntnisse vorhanden.

Momentan sind die Kenntnisse über die Wanderwege von Glattwalen noch recht lückenhaft. Nach Angaben von Eskimos ziehen sie nach Alter und Geschlecht getrennt.

#### Glattwale der nördlichen Hemisphäre
Die für den Winter wichtigsten Wurfgebiete für Glattwale im Atlantik der nördlichen Hemisphäre liegen an den Küsten der US-Bundesstaaten Georgia und Florida. Wo die restlichen Exemplare kalben, ist nicht klar. Zwei Drittel des gesamten Bestandes von Nordkapern wird im Frühling, Sommer und Herbst oft am Golf von Maine gesichtet. Analysen von verschiedenen Daten und Beobachtungen lassen vermuten, dass es ein zweites, noch nicht identifiziertes Sommergebiet gibt.
Am besten erforscht ist bis jetzt der Zug der Grönlandwale. Dieser richtet sich nach den Wasserströmungen von Wasserrinnen im Treibeis. Sie überwintern vorwiegend im Beringmeer und kalben dort auch. Sie übersommern in anderen Gebieten, so etwa Cape Bathurst, dem Amundsengolf, im Mackenziedelta und an der Küste von Yukon.

#### Südkaper

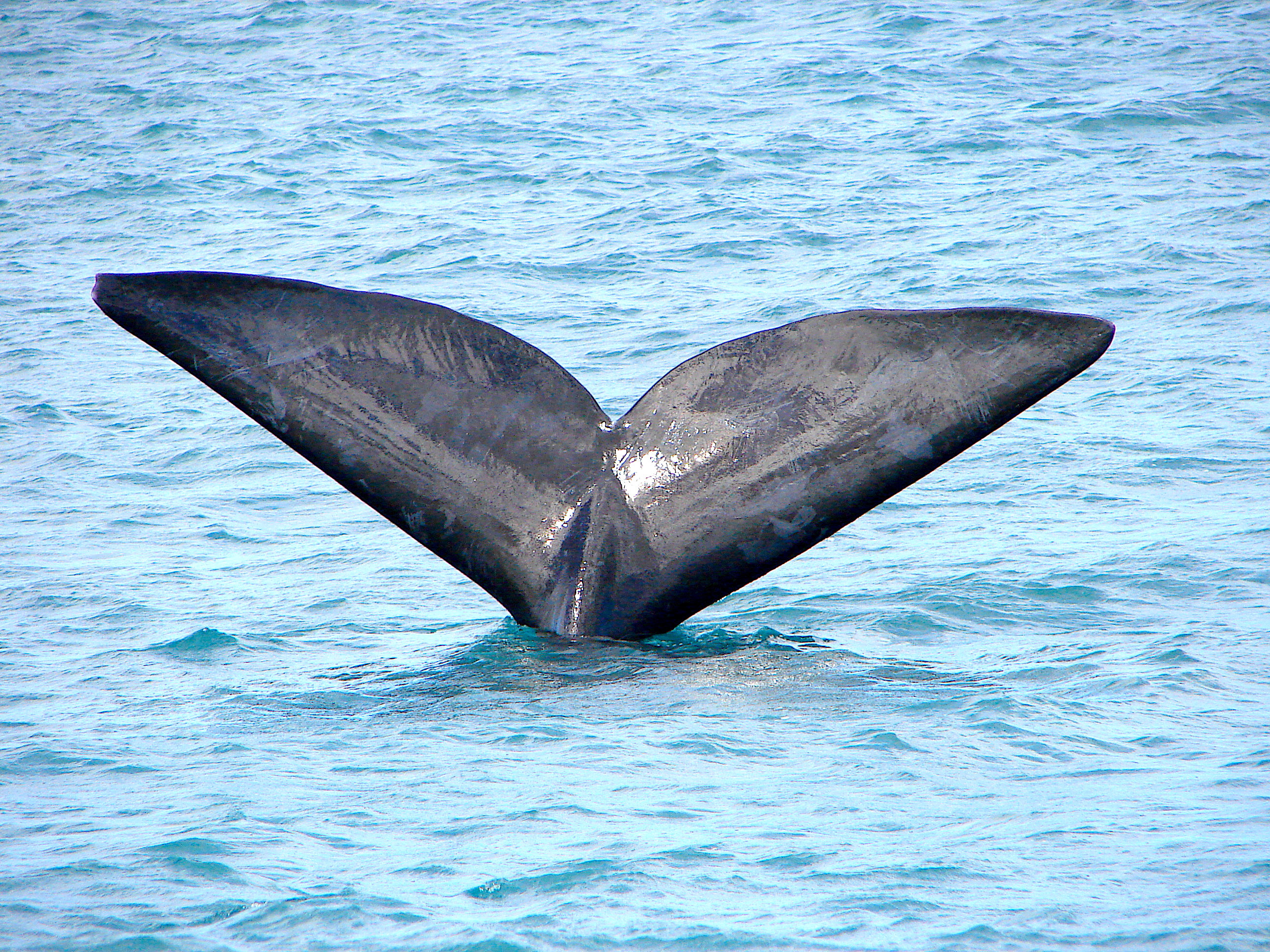
Fluke eines Südkapers bei Hermanus in Südafrika

Südkaper kalben an den Südküsten Südafrikas, Argentiniens und Australiens sowie um einige neuseeländische Inseln wie Dog Island. Die Sommergebiete sind nur teilweise bekannt. Die bisher südlichste Sichtung erfolgte im Eismeer der Antarktis.

## Systematik

### Externe Systematik
Aufgrund verschiedener morphologischer Differenzen zwischen den Furchenwalen und Glattwalen, welche unter Allgemeine Morphologie genannt wurden, sind Glattwale in eine eigene Familie eingeordnet. Ein interessanter Punkt ist die Einordnung des Zwergglattwales (Caperea marginata). Dieser wird trotz des Namens und einiger morphologischer Parallelen zu den Glattwalen in die eigene Familie Neobalaenidae gestellt.

### Interne Systematik
Nach heutigem Stand existieren vier Arten in der Familie Glattwale:
- Atlantischer Nordkaper (Eubalaena glacialis)
- Pazifischer Nordkaper (Eubalaena japonica)
- Südkaper (Eubalaena australis)
- Grönlandwal (Balaena mysticetus)

Früher wurden Eubalaena glacialis und Eubalaena japonica als Unterarten der Art Eubalaena glacialis geführt. Jüngere DNA-Untersuchungen untermauerten aber die These, dass die beiden zwei getrennte Arten sind.

## Menschen und Glattwale

### Walfang

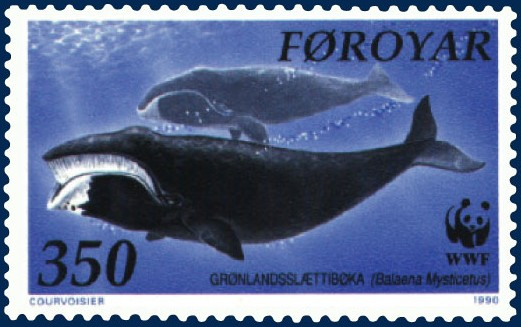
Briefmarke mit Grönlandwalmotiv von 1990, veröffentlicht auf den Färöer-Inseln

Die heutigen Glattwalbestände sind durch die Jagd drastisch reduzierte Restpopulationen. Vor mehr als tausend Jahren erkannten die Basken als erstes in den Glattwalen eine gute Jagdbeute und bejagten sie. Sie entwickelten mit ihren Waffen die Grundlagen für Walfänger des 20. Jahrhunderts. Der industrielle Walfang reduzierte die Tiere fast bis zur Ausrottung. Nie wurde eine Walfamilie stärker dezimiert. Auf der intensiver bejagten Südhalbkugel erfolgte die Jagd meist an den Wurfplätzen des Südkapers und an einigen Buchten. Zuerst wurde das Kalb getötet, damit das Muttertier leichter zu erlegen war. Die Beute wurde auf Land oder ins Flachwasser gezogen und dort verwertet. Stets wurden die Barten entfernt, da diese einen hohen Marktwert hatten. Waren die Fänger auch am Öl interessiert, lösten sie den Blubber, zerteilten ihn und stellten das Öl mit großen gusseisernen Pfannen her.
Nord- und Südkaper wurden um 1935 auf internationaler Ebene geschützt. Trotzdem erlegten Walfänger der Sowjetunion noch bis 1960 im Südatlantik, im Indischen Ozean und im Pazifik tausende Exemplare.

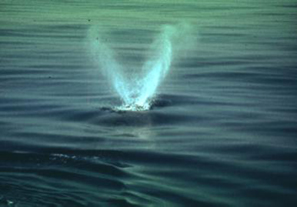
Walfänger erkannten am typisch V-förmigen Blas die Anwesenheit eines Glattwales und gestanden ihm dann eine höhere Fangpriorität zu als anderen Walen im Gebiet.

Die englische Bezeichnung von Glattwalen, die heute noch „right whale“ lautet, geht darauf zurück, dass Glattwale die richtige Jagdbeute waren, da sie langsam und groß waren, durch ihren Fettgehalt nach dem Tod an der Oberfläche trieben (also nicht versanken) und viel Barten und Öl lieferten.
Viele Kenntnisse über Grönlandwale und deren Bejagung stammen aus einem Bericht von William Scoresby, der ihn unter dem Namen Bericht über die arktischen Gebiete veröffentlichte. Speziell als noch mit Handharpune gejagt wurde, wurden Grönlandwale häufig gejagt.
„[…] weniger lebhaft, langsamer in ihren Bewegungen und weniger angriffslustig als jede andere ähnlich große Art, kurz, sie lässt sich leicht erbeuten.“ ,
begründet Scoresby um 1820 die Beliebtheit der Grönlandwaljagd. Auch existieren Aufzeichnungen über verschiedene ökonomische Aspekte der Barten. Harmer berichtet, dass eine Tonne des so genannten Fischbeines zeitweise Spitzenpreise von 2250 britischen Pfund erzielte. Die eineinhalb Tonnen Barten, die ein Grönlandwal erbrachte, waren teils 3375 Pfund wert. Schnell startete wegen all diesen Vorzügen eine rege Jagd, durch die die Bestände stark abnahmen, obwohl ein Fangschiff pro Saison meist nicht mehr als 7 bis 10 Wale erbeutete. Da die Küstenbestände immer kleiner wurden, mussten die Walfänger auf die Hochsee, um noch ausreichend Beute zu machen. Ab 1850 waren die Bestände so klein, dass sich die Jagd nicht mehr lohnte. Im europäischen Eismeer waren sie vollständig ausgerottet.

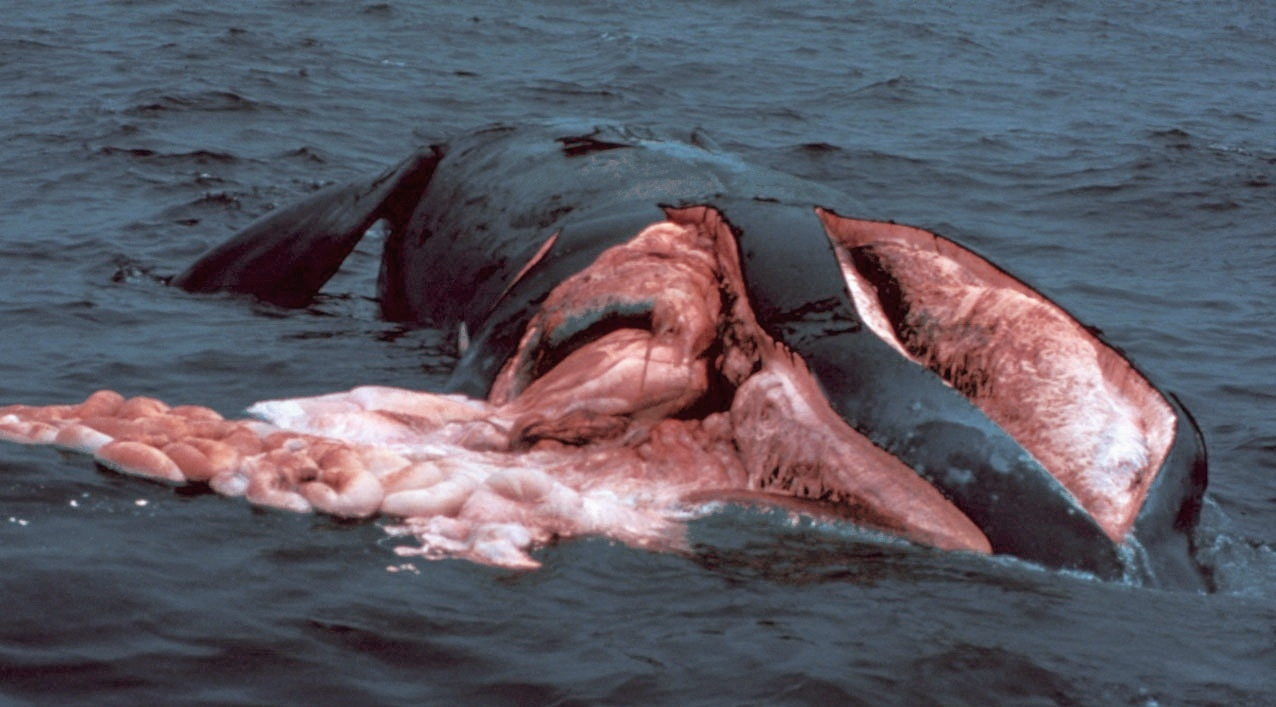
Dieser Atlantische Nordkaper wurde von einer Schiffsschraube getötet.

### Bedrohungen und Schutz heute
Nach dem Verbot wurde sofort intensiv geschützt, vor Südafrika, Argentinien, Neuseeland und Australien wurden inzwischen für den Südkaper Meeresparks eingerichtet, und spezielle Vorschriften regeln den Schutz und den Umgang mit Glattwalen. Der Bestand des Südkapers scheint sich wieder zu erholen, der Bestand umfasst dort etwa 10.000 Tiere mit einer Wachstumsrate von 6 bis 7 % (Stand 2008). Vor allem mit Fokus auf die schwindenden Bestände der nördlichen Hemisphäre prognostizieren jüngste Schätzungen jedoch das Aussterben der Glattwale in 200 Jahren, da sich Bedrohungsfaktoren wie Schifffahrt in Zukunft höchstwahrscheinlich maximieren werden. Tatsächlich ist jedoch speziell über die Bestände im Nordpazifik wenig bekannt.

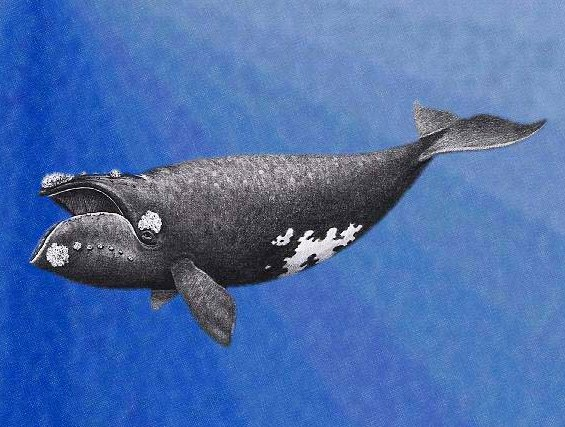
Über den Bestand des Pazifischen Nordkapers ist wenig bekannt; vermutlich ist er gering.

 Da sich alle Glattwale mit Vorliebe in Küstennähe aufhalten, sind sie besonders durch den expandierenden Schiffsverkehr betroffen. Weitere Bedrohungen sind große Fischernetze. Ungefähr 38 % aller Todesfälle sind auf Kollisionen mit Schiffen zurückzuführen. Seit Dezember 2008 müssen in den USA größere Schiffe vor der Ostküste ihre Geschwindigkeit auf zehn Knoten (19 Kilometer pro Stunde) drosseln, um die gefährdeten Glattwale vor Zusammenstößen und Verletzungen durch Schiffsschrauben zu bewahren. 8 % aller zu Tode gekommenen Glattwale ertrinken in Fischernetzen. Studien wiesen an 60 % aller Exemplare der beiden Nordkaperarten Narben nach, welche durch die indirekte Einwirkung der Fischereiindustrie entstanden, speziell durch Reusen, welche für den Fang von Krebstieren ausgelegt sind. Die US-amerikanische Fischereiindustrie versucht inzwischen, alternative Methoden zur Fischerei anzuwenden, um die Zahl der Opfer zu senken.

### Bestände
Der Bestand des Grönlandwales beläuft sich auf aktuell geschätzt 10000 Exemplare, scheint nicht zuletzt wegen seiner Abgelegenheit in nördlichen Meeren stabil zu sein und ist im Vergleich zu dem 8200 Tiere umfassenden Bestand im Jahre 1993 um fast 30 % gewachsen. Die Art wird dementsprechend von der IUCN als nicht gefährdet (least concern) eingestuft. Der Atlantische Nordkaper bewohnt weniger abgelegene Lebensräume mit höherer Bejagungs- und Gefahrenquote, sein Bestand hat sich von einigen wenigen Tieren nach Beendigung der Jagd auf Glattwale daher nur auf aktuell etwa 200 bis 250 Einzeltiere vergrößert. Da der Populationstrend jedoch wieder abnehmend ist (Stand: 2020), ist die Art gemäß IUCN vom Aussterben bedroht (critically endangered). Über den vermutlich geringen Bestand des Pazifischen Nordkapers sind keine Details bekannt, er wird als stark gefährdet (endangered) eingestuft. Der Südkaper hat einen stabilen Bestand von ungefähr 7000 Individuen aufzuweisen und wird von der IUCN als nicht gefährdet (least concern) gelistet.

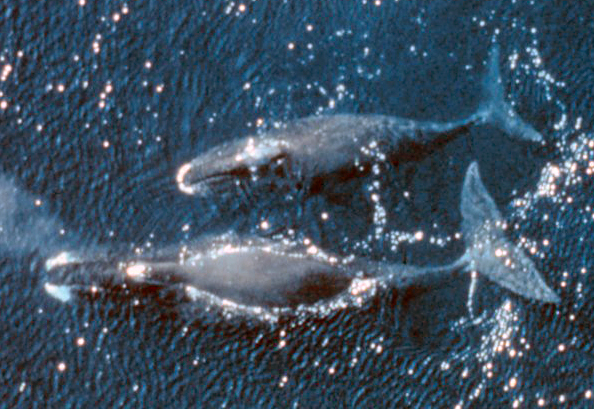
Zwei Grönlandwale

### Glattwale und Eskimos
Die Eskimos der Arktis betreiben seit langer Zeit die Jagd auf den Grönlandwal. Früher wurden Harpunen mit Elfenbein- oder Steinspitzen eingesetzt. Die vor der kommerziellen Jagd existierenden 10000 bis 20000 Individuen waren trotz der Bejagung durch die Eskimos nicht gefährdet und der Bestand war stabil. Etliche amerikanische und europäische Jagdschiffe dezimierten im 19. Jahrhundert jedoch die Bestände im Beringmeer auf ein paar Tausend Exemplare, außerhalb des Beringmeeres lebten noch ein paar hundert Tiere. 1915 wurde die Jagd weitgehend eingestellt, doch die Eskimos jagten weiter. Trotz der eingestellten Jagd von Europäern und Amerikanern erholten sich speziell die östlichen Populationen nicht vollständig. Dies ist wohl auch auf verschiedene Faktoren wie Inzucht wegen kleiner Populationen zurückzuführen, doch die wahrscheinlich wichtigste Ursache war die Veränderung der Jagdmethoden der Eskimos. Diese setzten seit 1880 Harpunen mit Sprenggranaten ein, daher empfahl 1977 der wissenschaftliche Ausschuss der internationalen Walfangkommission (IWC) eine Beendigung der Jagd. Nach massiven Protesten der Eskimos, die ihre kulturelle und ökonomische Abhängigkeit vom Walfang betonten, wurde ihnen eine beschränkte Jagderlaubnis verliehen, welche von der Alaska Eskimo Whaling Commission zugeteilt und durchgesetzt werden sollte. Die westlichen Populationen wachsen inzwischen trotz des Fangs der Eskimos um jährlich 3 %. Daraus wird laut einer Rechnung mit dem Bestand von 1993 (8200 Tiere) geschlossen, dass jährlich problemlos 56 Wale erlegt werden können.